# Portu (futbolista nacido en 1948)
Antonio Rodríguez Concepción (Basauri, Vizcaya, 17 de enero de 1948), conocido como Portu, es un exfutbolista español que se desempeñaba como centrocampista.

## Clubes
| Club                       | País   | Año       |
| -------------------------- | ------ | --------- |
| Racing de Santander        | España | 1968-1978 |
| Hércules de Alicante C. F. | España | 1978-1979 |